# Cigaritis avriko
Cigaritis avriko is een vlinder uit de familie van de Lycaenidae. De wetenschappelijke naam van de soort is voor het eerst gepubliceerd in 1893 door Ferdinand Karsch.
De soort komt voor in Guinee, Sierra Leone, Burkina Faso, Ghana, Togo, Nigeria, Kameroen, Ethiopië, Oeganda en Kenia.